# Normatividad mexicana
Normatividad Mexicana es una serie de políticas cuyo objetivo es regular y asegurar valores, cantidades y características mínimas o máximas en el diseño, producción o servicio de los bienes de consumo entre personas morales o personas físicas, sobre todo los de uso extenso y de fácil adquisición por parte del público en general, poniendo atención en especial en el público no especializado en la materia. De estas normas existen dos tipos en la legislación mexicana: las Normas Oficiales Mexicanas, comúnmente conocidas como NOM, y las Normas Mexicanas, conocidas como NMX. 
En este esquema regulatorio, solo las NOM son de uso obligatorio en su alcance, y las normas NMX son de aplicación voluntaria y expresan generalmente una recomendación de parámetros o procedimientos, aunque, en caso de ser referenciadas en una NOM su observancia será entonces obligatoria.

Logotipo basado en la marca que pueden colocar los fabricantes que cumplieron con la acreditación de un producto en la conformidad de alguna norma NOM, en este caso la NOM-NNN-LLLL-NNNN N=dígito, L=letra.

## Historia
Desde la época porfirista, un medio eficaz de control consistió en caracterizar un servicio o producto de tal manera que solo quien lo hiciera originalmente pudiera obtener un beneficio económico, excluyendo del mercado a cualquier otra empresa que intentara realizar algo similar, como fue el caso del ancho de vía o trocha en los sistemas ferrocarrileros, donde cada compañía que instalaba un sistema de ferrocarril obligaba a usar la trocha que ellos quisieran, por lo que la adquisición de equipos como trenes debía realizarse solo a través de ese fabricante, lo que obligaba a cambiar de tren en cada cambio de ancho de vía, como ocurre aún en las fronteras entre varios de los países de la Unión Europea, obligando al gasto en el cambio de las mercancías entre los carros de diferentes sistemas.
Esto, por ejemplo, fue uno de los grandes problemas de logística para la Alemania nazi en la Segunda Guerra Mundial, y algo similar le ocurrió a los Estados Unidos con el traslado por barco, hasta la estandarización de procedimientos con los barcos Liberty. Terminada la Segunda Guerra Mundial, el comercio mundial volvió a fluir, pero la diversidad de criterios lo hizo lento; es cuando aparecen los contenedores para carga marina, que permiten enviar cualquier cosa por barco, siempre y cuando quepa dentro de uno, con la ventaja de homologar los equipos para el embarque y traslado de los productos. El uso de los contenedores facilitó el intercambio mundial y empezó a gestar, dentro de la ONU, la idea de crear recomendaciones para facilitar el comercio. Lo mismo comenzó a hacerse en otros lugares del planeta: el caso de los tomacorrientes, el codificado de la señal de televisión, el uso de símbolos, etcétera.
Por eso, en 1946 se crea la Organización Internacional de Estandarización (en inglés ISO (International Organization for Standardization)), en la cual los diferentes países miembros pueden debatir para eliminar, crear u homologar estándares para los productos o servicios que se intercambian entre ellos; No obstante lo anterior, los estándares emitidos por ISO solo son recomendaciones para que sean adoptadas por los países miembros de a cuerdo con su marco legislativo vigente en sus territorios. Es así que en el caso de México las Normas ISO son generalmente adoptadas como Normas Mexicanas y exepcionalmente como Normas Oficiales Mexicanas.
En México, la estandarización surgió por la influencia de la economía estadounidense en la economía mexicana, lo que obligó al gobierno a emitir leyes y reglamentos cerca de los años 40 del siglo XX, principalmente para obligar a los equipos eléctricos a usar ciertas características en 50 Hz en la mayoría del país, mientras en el norte, por ser la energía generada en los Estados Unidos, se empleaban sistemas de corriente alterna a 60 Hz. Al terminar la Segunda Guerra Mundial, el comercio de repuestos europeos para los generadores de 50 Hz, debieron comprarse a los Estados Unidos, lo que obligó a cambiar o modificar los equipos que trabajaban a 50 Hz por equipos que pudieran hacerlo a 60 Hz.
Es así como desde los años 40 existieron una serie de normas, leyes y reglamentos que obligaron a los fabricantes, productores y prestadores de servicio a cumplir un mínimo de características en sus productos y a usar un determinado sistema de unidades de medida, en concreto, el llamado Sistema General de Unidades de Medida, que comprendía el Sistema Internacional de Unidades y las unidades no comprendidas en el sistema internacional que se aceptaban por ley. Dicho sistema de normalización se caracterizaba por la creación de estándares con medidas proteccionistas para los productores locales que dejaban en desventaja a los productores extranjeros.
Para administrar lo relacionado con la Normalización el Gobierno federal en los años 60 del siglo XX creó la Dirección General de Normas, quien dictaría la política de normalización por los próximos 20 años. En 1986, con la entrada de México al GATT, el gobierno se comprometió a seguir las recomendaciones de ISO y de otras organizaciones internacionales para crear sus propios estándares, lo cual se concretó con la Ley Federal sobre Metrología y Normalización en su versión de los años 80.
Así, durante las décadas de 1980 y 1990 la Dirección General de Normas emitió normas con base en recomendaciones de instancias de carácter técnico tanto nacionales como internacionales, las cuales abarcan básicamente solo los productos y servicios para la venta al público en general. En ese entonces para el caso de la representación del gobierno federal en los ámbitos de normalización internacionales ambos organismos dependian de la Secretaría de Relaciones Exteriores.
En los años 90 del siglo XX se creó, como apoyo para los fines de normalización, el Centro Nacional de Metrología (CENAM), y se reformó la Dirección General de Normas (Dirección General de Normas), ambos dependientes de la entonces llamada Secretaría de Industria, hoy Secretaría de Economía, entre los aspectos destacados de esta reforma están que se incluyeron las figuras de Organismos Nacionales de Normalización y de Terceros Acreditados para efectos de Evaluación de la Conformidad.
En la legislación Mexicana como en otros países, el uso de normas resulta adecuado para regular productos y servicios en lugar de Leyes que deben pasar por el poder legislativo.

## Procedimiento general

### Creación de una norma
El procedimiento general de aplicación de una norma empieza con la creación o adopción de un estándar para dicho producto o servicio. El CENAM tiene diferentes comités de esos estándares. En el caso de ISO, sus estándares pueden ser obligatorios por algún acuerdo internacional, el cual debió ser ratificado por el Senado de la República como cualquier tratado internacional. En el caso de los emitidos por un organismo oficial regional o nacional de otro país, como el Comité Europeo de Normalización de la Unión Europea o la ANSI de los Estados Unidos, el estándar solo abarca un carácter de recomendación pero puede ser obligado su uso por tratados laterales como un Tratado de Libre Comercio. En el caso de productos o servicios netamente mexicanos, se pueden adoptar los estándares emitidos por los comités técnicos de organismos civiles especializados, como el Consejo Regulador del Tequila. y, si se tratase de un producto extranjero, entonces se adoptarán las recomendaciones emitidas por el área técnica de los organismos civiles especializados, como la IEEE o AREMA.
Estos estándares se pueden tomar íntegramente de la fuente, aunque con su debida traducción al español y su adecuación al estándar de la normatividad mexicana, pero deben obtenerse, a través del CENAM o de la DGN, los derechos legales para el uso del contenido intelectual, lo cual puede ser librado por los tratados internacionales previos, como los correspondientes a los procedimientos generales para la evaluación de la conformidad emitidos por ISO y que en México reciben un doble nombre (NMX-CC-004:1995/IMNC-ISO-9002:1994. Sistemas de Calidad - Modelo para el Aseguramiento de la Calidad en Producción, Instalación y Servicio.).
En el caso de estándares similares como, por ejemplo, la NOM-001-SEDE y el NEC, que tratan de la utilización de la energía eléctrica en la baja tensión. Por el intercambio comercial, los comités técnicos crean un estándar nacional, adaptando las ideas generales del estándar extranjero, lo que a veces implica la obtención de los derechos de la obra extranjera. En el caso mencionado, el índice de ambas obras es muy similar. Otro es el caso de la adopción u homogeneización de un estándar en común, en el cual media un tratado internacional por el cual la parte técnica se deja a solo un país o a ambos países, obligándose ambos a acatarlo sin modificación. Así se puede ver en la lista de productos de Cables Monterrey, hoy Viakon, cuyos productos están normalizados con base en pruebas hechas en el extranjero con un estándar extranjero, pero avalado, para su aplicación en México, por un tratado internacional.
En todos los casos se deben emitir proyectos de norma, que se dan a conocer libremente a los organismos interesados en la materia, los cuales pueden emitir observaciones para su modificación durante un periodo de tiempo determinado
nsayos%2FListas_Verificacion]</ref> en el cual se indican los pasos que debe seguir la UV para emitir un certificado de cumplimiento o conformidad con la norma a la persona física o moral que lo solicite (llamada habitualmente cliente), o en su caso emitir uno o varios documentos de no cumplimiento o no conformidad, que pueden ser salvados con procedimientos de verificación subsecuente donde el cliente debe demostrar que cumple con la norma y se le debe otorgar el certificado de conformidad. Si por alguna razón el verificador no quisiese emitir el certificado, el cliente podrá inconformarse ante el organismo que avala al verificador, obligado a revisar el procedimiento, tras lo cual puede obli=blogcategory&id=179&Itemid=217]</ref>

### Verificación de las pruebas
Rara vez los procedimientos para el cumplimiento de una norma se basan en parámetros cualitativos, y son cuantitativos los procedimientos y resultados de las pruebas que se solicitan habitualmente en las normas. Por tanto, las pruebas deben realizarse en laboratorios de pruebas o en campo con dispositivos de medida avalados por el CENAM, ya sea de forma directa o por medio de laboratorios u organismos acreditados (como la Procuraduría Federal del Consumidor (Profeco) En el caso de las básculas en mercados públicos, el laboratorio – que casi siempre es una persona moral –, luego de llevar a cabo un procedimiento de calibración para un cliente o verificador en sus equipos, puede emitir un certificado de calibración del equipo que indica por lo menos un número de oficio, la fecha de calibración y la vigencia de la calibración, luego de la cual debe volverse a calibrar el equipo y la desviación estándar que sufre el aparato con respecto al patrón de calibración, además de las características que hacen único a ese equipo, como el número de serie del equipo, el modelo y el fabricante.

#### Calibración
La calibración se hace comparando el equipo con unidades estándares nacionales, resguardadas por el Cenam y sirven de patrón nacional para la calibración de los equipos de cada laboratorio acreditado. Para que una calibración sea exitosa, deben estar las medidas del equipo calibrado dentro de un rango de desviación. Si por alguna razón no lo estuviera, se puede mandar a reparar el equipo, pero si su estado no fuera solucionable, se puede declarar el aparato como inútil y se emite un certificado que lo inhabilita.
En todo caso, las medidas registradas en un papel firmado por el que las tomó y por el responsable de la medición que haga el verificador por sí mismo, por medio del cliente o por medio de un tercero con equipo calibrado, deben acompañarse del número de oficio del certificado de calibración, las fechas de emisión y vigencia, el modelo, el fabricante y el número de serie. En algunos casos, los equipos de medir pueden ser fabricados con una calibración tal que no se considera necesario mandarlos a calibrar, ya que, por sus características, uso y desviación admisible, se les puede considerar estables a lo largo de su vida, siempre y cuando no sean alterados, tal y como ocurre habitualmente con los flexómetros que se usan diariamente en la construcción y que traen el número de oficio general de la calibración por lote, ya que cumplen con una norma dada que lo asegura. Lo que no ocurre con las reglas de madera para la medida de telas, que deben calibrarse de manera obligatoria.
En caso de emitirse un certificado de calibración, a cada uno de los equipos se le adhiere una etiqueta en la cual se indica el número de oficio de la calibración y la vigencia, con la idea de evitar la aplicación del certificado de calibración a un equipo no calibrado pero que sea igual aun calibrado.

### Costos de la verificación
El costo de los servicios de un verificador así como del laboratorio certificador están normados y estandarizados por medio de la Secretaría de Economía u otra dependencia adecuada, la cual puede establecer una tarifa única o dependiente algo, como el número de piezas o la superficie a verificar

## Tipos de normas
Existen, según la Ley Federal sobre Metrología y Normalización, dos tipos de normas:

### Norma Oficial Mexicana NOM
Artículo. 3, Fracción XI. Norma Oficial Mexicana: la regulación técnica de observancia obligatoria expedida por las dependencias competentes, conforme a las finalidades establecidas en el artículo 40, que establece reglas, especificaciones, atributos, directrices, características o prescripciones aplicables a un producto, proceso, instalación, sistema, actividad, servicio o método de producción u operación, así como aquellas relativas a terminología, simbología, embalaje, marcado o etiquetado y las que se refieran a su cumplimiento o aplicación.

Así, estas normas sean de uso obligatorio para quien cae dentro del alcance de la aplicación de las mismas y cuando las actividades o productos se hagan durante la vigencia de la misma. Estas normas ordinariamente se publican íntegramente en el Diario Oficial de la Federación e incluso se publican en medios electrónicos, por lo que se pueden considerar de acceso público y libre distribución, siempre y cuando no se alteren, aunque para referirse a ellas deben tomarse las publicadas por el Diario Oficial de la Federación.

### Norma Mexicana NMX
Las normas mexicanas, conocidas por sus siglas como normas NMX, creadas en el Artículo 3 Fracción X de la Ley Federal sobre Metrología y Normalización, que dice:

Artículo 3, Fracción X. Norma mexicana: la que elabore un organismo nacional de normalización, o la Secretaría, en los términos de esta Ley, que prevé para un uso común y repetido reglas, especificaciones, atributos, métodos de prueba, directrices, características o prescripciones aplicables a un producto, proceso, instalación, sistema, actividad, servicio o método de producción u operación, así como aquellas relativas a terminología, simbología, embalaje, marcado o etiquetado.

Por consiguiente, se trata de normas de uso no obligatorio para quien cae dentro del alcance de la aplicación de las mismas y cuando las actividades o productos se hagan durante la vigencia de la misma. La aplicación de este tipo de normas puede ser obligatorio si es referida en una NOM para realizar algo, tal y como ocurre en el caso de la NOM-002-SEDE-1999, con respecto a las normas NMX-J-116-ANCE y la NMX-J-169-ANCE. Estas normas solían publicarse íntegras en el Diario Oficial de la Federación e incluso se podían obtener en medios electrónicos ya que eran emitidas por entidades públicas del gobierno, pero recientemente el gobierno ha cedido la responsabilidad a organismos privados relacionados con la materia como, por ejemplo, la Asociación de Normalización y Certificación, A.C. (ANCE) o el IMCA, las cuales licencian su uso por medio de un pago monetario o la participación en su elaboración, por lo que se pueden considerar de acceso restringido y distribución negada a quien la adquiere, al venderla con un número de serie, y se suele dar con un documento de licencia para el uso exclusivo de la persona física.

## Identificación de la norma
Las normas se identifican por un título que indica su aplicación general y un número de identificación, formado por:
- Tres letras. El tipo específico de norma, NOM para las Normas Oficiales Mexicanas y NMX para las Normas Mexicanas. Cuando le antecede a estas letras una P (pe) o PROY el texto es solo un proyecto de norma y como tal no se puede usar, ya que podría modificarse, en caso de haber observaciones que se reúnan en el comité técnico que la elabora. La sigla EM indica un estado de emergencia y previene sobre los objetos o situaciones.
- Tres dígitos. Es un código numérico específico de la norma, indicado por tres dígitos del 001 al 999, que es un número que siempre conserva la norma en sus diferentes versiones o refrendos. En ocasiones, una misma norma se emite en varias, ya que resulta más fácil actualizarla y revisarla; para indicarlo, se coloca una diagonal y un par de dígitos entre 01 y 99.
- Tres o cuatro letras. Siglas de la secretaría de estado o dependencia(-as) involucrada(-as) en el estudio, en la emisión y en la realización de los procedimientos de verificación, el cual se compone por tres o cuatro letras, según la secretaría en cuestión. Estas pueden variar entre revisiones, ya que la secretaría de estado o dependencia puede crearse, modificar nombre u objetivos o desaparecer. Además, lleva un número al final de las letras, que indica el comité que las revisa, en algunas ocasiones lleva 1, 2 o 3, según el comité consultivo que las revisa.
- Cuatro dígitos, que indican el año que se publicó en el Diario Oficial de la Federación. Esto suele confundirse con la entrada en vigor, pero por el tiempo de transición la entrada en vigor puede ser hasta el año siguiente de su publicación.
- Organización: En las normas NMX, es usual colocar las siglas del organismo privado responsable de la norma, como puede ser la ANCE. O entre el identificar de tipo NMX y el número de la norma se coloca una letra que indica el área técnica que realizó la norma.

### Ejemplos de normas

#### Ejemplos de normas NOM
- NOM-018-STPS-2000: Norma Oficial Mexicana 018 de la Secretaría del Trabajo y Previsión Social (STPS), que entró en vigor en 2000. Describe el sistema para la identificación y comunicación de peligros y riesgos respecto a sustancias químicas peligrosas en el lugar de trabajo.
- NOM-003-CNA-1996: Norma Oficial Mexicana número 003 de la Comisión Nacional del Agua (CONAGUA), que entró en vigor en 1996. Estipula los requisitos para la construcción de pozos de extracción de agua para prevenir la contaminación de acuíferos.
- NOM-251-SSA1-2009:[38] Prácticas de higiene para el proceso de alimentos, bebidas o suplementos alimenticios. Esta norma cancela las normas oficiales mexicanas NOM-120-SSA1-1994, Bienes y servicios. Prácticas de higiene y sanidad para el proceso de alimentos, bebidas no alcohólicas y alcohólicas, y NOM-093-SSA1-1994, Bienes y Servicios. Prácticas de higiene y sanidad en la preparación de alimentos que se ofrecen en establecimientos fijos, publicadas en el Diario Oficial de la Federación el 28 de agosto de 1995 y el 4 de octubre de 1995, respectivamente.).
- NOM-003 SEGOB/2002: Describe Señales y avisos para Protección Civil; incluyendo colores, formas y símbolos a utilizar.

#### Ejemplos de normas NMX
- NMX-TT-002-1997-IMNC: Requisitos mínimos de calidad para instituciones que ofrecen planes y programas de capacitación para el turismo y en el trabajo de esa área.
- NMX-AA-127-SCFI-2006: Potabilización del agua para uso y consumo humano (polifosfato de sodio): Especificaciones y métodos de prueba (Potabilization of water for use an human comsumption: sodium polyphosphate. Specifications and test methods).
- NMX-J-010-1996-ANCE: Productos eléctricos-conductores con aislamiento termoplástico a base de policloruro de vinilo, para instalaciones hasta 600 V. Especificaciones. (Esta norma cancela la anterior, NMX-J-010-1993-SCFI.)
- NMX-F-605-2004-NORMEX; Manejo higiénico en el servicio de alimentos preparados para la obtención del Distintivo H.

#### Ejemplos de proyectos de normas NOM
- PROY-NOM-157-SEMARNAT-2009: Proyecto de Norma Oficial Mexicana que establece los elementos y procedimientos para instrumentar planes de manejo de residuos mineros. (Diario Oficial de la Federación, 4 de diciembre del 2009.
- PROY-NOM-SSA2-043-2002: Proyecto de Norma Oficial Mexicana, servicios básicos de salud. Promoción y educación para la salud en materia alimentaria. Criterios para brindar orientación.

#### Ejemplos de normas de emergencia NOM
- NOM-EM-158-SEMARNAT-2009: Norma Oficial Mexicana de Emergencia, que regula sanitariamente la importación de árboles de Navidad naturales de las especies de los géneros Pinus y Abies, y la especie Pseudotsuga menziesii, para prevenir el ingreso al país de las siguientes plagas asociadas a éstos: Vespula germanica, Choristoneura fumiferana, Choristoneura occidentalis, Deroceras reticulatum, Diprion similis, Orgya pseudotsugata, Paradiplosis tumifex, Grovesiella abieticola, Rhabdocline weirii, Nalepella ednae, Epitrimerus pseudotsugae y Phomopsis lokoyae.
- NOM-EM-010-SCFI-2003: Norma Emergente Remolques y Semirremolques – Elementos de Seguridad para las unidades nuevas y usadas provenientes principalmente de Estados Unidos que deseen ingresar definitivamente a territorio mexicano.

## Contenido de una norma
La estructura básica de una norma NMX o NOM es el siguiente:
- Presentación: se indica el número de identificación y el título, la secretaría o dependencia que la emite y las bases legales.
- Considerando: se indica el espíritu o necesidad que llevó a crearla.
- Prefacio: se presenta la norma y los organismos involucrados en su creación.
- Índice del contenido por títulos: se indican las partes que la forman, generalmente las siguientes:
  - Objetivo y campo de aplicación: indica los límites que tiene la aplicación de la norma en específico, se indican las materias cubiertas y no cubiertas por la norma, por ejemplo:
  - Referencias: se indican los textos técnicos arbitrados que sirvieron para su elaboración.
  - Especificaciones: tablas o datos específicos.
  - Lineamientos: uso e interpretación adecuados de la norma.
  - Cumplimiento: procedimiento por parte del usuario de la norma para verificar el cumplimiento, lo que no involucra necesariamente al verificador.
  - Vigilancia: indica la autoridad encargada de la vigilancia de la aplicación y cumplimiento y por ende responsable de los verificadores de la conformidad de la misma.
  - Concordancia con normas internacionales: indica si la norma tiene las características adecuadas para considerarse concordante con otra norma de origen extranjero o nacional, ya sea totalmente (caso común cuando se adopta un estándar o norma extranjera) o solo en una parte; también se indica si es o no concordante con alguna que de principio lo parezca.
- Bibliografía: indica los libros arbitrados o que se tomaron en cuenta en su elaboración.
- Transitorios: dado que se publica en el Diario Oficial de la Federación, debe llevar por lo menos tres puntos:
  - El tiempo entre su publicación y su entrada en vigencia
  - La materia que afecta y las condiciones en que la afecta, como que únicamente aplica a los productos realizados luego de la fecha de entrada en vigor.
  - La cancelación o sustitución de una norma o ley vigente a la fecha de publicación, la cual seguirá vigente hasta la fecha de entrada en vigor de la norma.

## Vigencia
Lo habitual es que una norma esté vigente únicamente por cinco años; por lo menos un año antes debe indicarse en el Diario Oficial de la Federación que la norma entra en revisión para su sustitución, cancelación o refrendo. En cualquiera de los tres casos, en fechas anteriores al término de la vigencia de cinco años debe emitirse la declaratoria respectiva en el Diario Oficial de la Federación, con un extracto de la misma.
Las llamadas Normas de Emergencia solo tienen una vigencia máxima de doce meses, en dos periodos consecutivos de seis. Estas normas se utilizan en circunstancias de urgencia y, por lo tanto, su emisión no requiere el procedimiento de revisión. En caso de requerirse por más tiempo debe crearse una norma regular con todo el procedimiento subsecuente. Estas normas se identifican por el hecho de que incluyen, en su título, las palabras "Norma Emergente" o algún término similar y en su número de identificación, con la letra E en el tipo específico de norma o por una EM entre el identificador del tipo y el número de la norma.